# Figulus rugosus
Figulus rugosus là một loài bọ cánh cứng trong họ Lucanidae. Loài này được Deyrolle mô tả khoa học năm 1874.